# NGC 1019
NGC 1019 је спирална галаксија у сазвежђу Кит која се налази на NGC листи објеката дубоког неба.
Деклинација објекта је + 1° 54' 29" а ректасцензија 2h 38m 27,4s. Привидна величина (магнитуда) објекта NGC 1019 износи 13,6 а фотографска магнитуда 14,4. NGC 1019 је још познат и под ознакама UGC 2132, MCG 0-7-68, CGCG 388-79, KUG 0235+016, PGC 10006.